# Valle de Abdalajís
Valle de Abdalajís – gmina w Hiszpanii, w prowincji Malaga, w Andaluzji, o powierzchni 21,17 km². W 2011 roku gmina liczyła 2716 mieszkańców.